# سونات شماره ۱۱ پیانو (موتسارت)
سونات شماره ۱۱ پیانو در لا ماژور، K.331/300i، اثری از ولفگانگ آمادئوس موتسارت بود. این قطعه در فرم سونات و در سه موومان نوشته شد.
این سونات به همراه سونات‌های شماره ۱۰ و ۱۱ (K330 و K.332) موتسارت در سال ۱۷۸۴ منتشر شد.
موومان سوم این اثر به نام مارش ترکی شناخته می‌شود و از مشهورترین آثار موتسارت هست.

## ساختار
این سونات از سه موومان تشکیل شده هست:
• آندانته گرازیوسو (Andante grazioso)- آداجیو، آلگرو،  6
8 و 4
4
• منوئتو (Menuetto) -آلگرتو،  3
4
• آلا ترکا (Alla turca) – آلگرتو،  2
4
تمام موومان‌ها در گام لا ماژور یا لا مینور هست؛ بنابراین این اثر پایه یکسانی دارد و به اصطلاح هوموتونال (Homotonal) هست. اجرا کامل این سونات، تقریبا بیست دقیقه زمان می‌برد.

### موومان اول،آندانته گرازیوسو
برخلاف رسم معمول آغاز سونات با موومانی در آلگرو، موتسارت سونات شماره ۱۱ خود را با فرم واریاسیون‌ آغاز کرد. تم موومان اول در فرم سیسیلیانا هست و از دو بخش با ۸ میزان تشکیل شده هست که هر بخش تکرار می‌شود. ساختار واریاسیون‌ها نیز به همین شکل هست.

### موومان دوم،منوئتو
موومان دوم سونات شماره ۱۱، در لا ماژور نوشته شده و یک منوئه و تریو معمول هست.

### موومان سوم،آلا ترکا
موومان آخر که با عنوان آلا ترکا (عبارت ایتالیایی به معنی «به سبک ترکی») علامت‌گذاری شده بود، با نام‌های مارش ترکی (Turkish March) یا روندو ترکی (Turkish Rondo) شناخته می‌شود. با اینحال موتسارت این موومان را «روندو آلا ترکا» نامید. این قطعه از موسیقی نظامی عثمانی، که در آن زمان محبوبیت داشت، برگرفته شده هست.
قطعه آلا ترکا معمولا به تنهایی و جدا از سایر موومان‌ها نواخته می‌شود و از مشهورترین آثار موتسارت برای پیانو هست.
Audio playback is not supported in your browser. You can download the audio file.
این قطعه پنج بخش دارد:
- بخش A: گام این بخش لا مینور هست، ملودی آن از نت‌های بالارونده دو لا چنگ تشکیل شده هست و نت‌های چنگ پایین‌‌رونده استاکاتو آن را همراهی می‌کند. این بخش هشت میزان دارد.

- بخش B: در این بخش ملودی جدیدی با نت‌های چنگ و سوم‌های آکورد نواخته می‌شود، سپس بخش A اجرا و به طور تدریجی شدت می‌گیرد. در پایان، بخش A  با تغییرات اندکی به حالت آرام (پیانو) بر‌می‌گردد.
- بخش C: مارش فورته‌ای در اکتاو، با همراهی آکورد‌های آرپژ نواخته می‌شود و گام به لا ماژور تغییر می‌یابد.
- بخش D: ملودی بدون‌ مکث و آرامی (پیانو) با نت‌های دولاچنگ اجرا می‌شود و آکورد‌ شکسته‌ای آن را همراهی می‌کند. بخش D، در گام فا دیز مینور (گام نسبی لا ماژور) نواخته می‌شود.
- بخش E: تم گام مانندی به حالت فورته نواخته و به دنبال آن بخش D با مقداری تغییر اجرا می‌شود.
- کودا: در پایان موومان سوم، تم فورته‌ای نواخته می‌شود. این تم غالبا از آکورد‌ (شامل آرپژ) و اکتاو تشکیل شده هست. در میانه کودا، تم به صورت خلاصه و آرام (پیانو) تکرار می‌شود. بار دیگر تم به صورت فورته اجرا می‌شود و سپس قطعه با اکتاو به پایان می‌رسد.